# Gmina Szydłów
Die Gmina Szydłów ist eine Stadt-und-Land-Gemeinde im Powiat Staszowski der Woiwodschaft Heiligkreuz in Polen. Ihr Sitz ist die gleichnamige Stadt mit etwa 1050 Einwohnern.

## Geographie

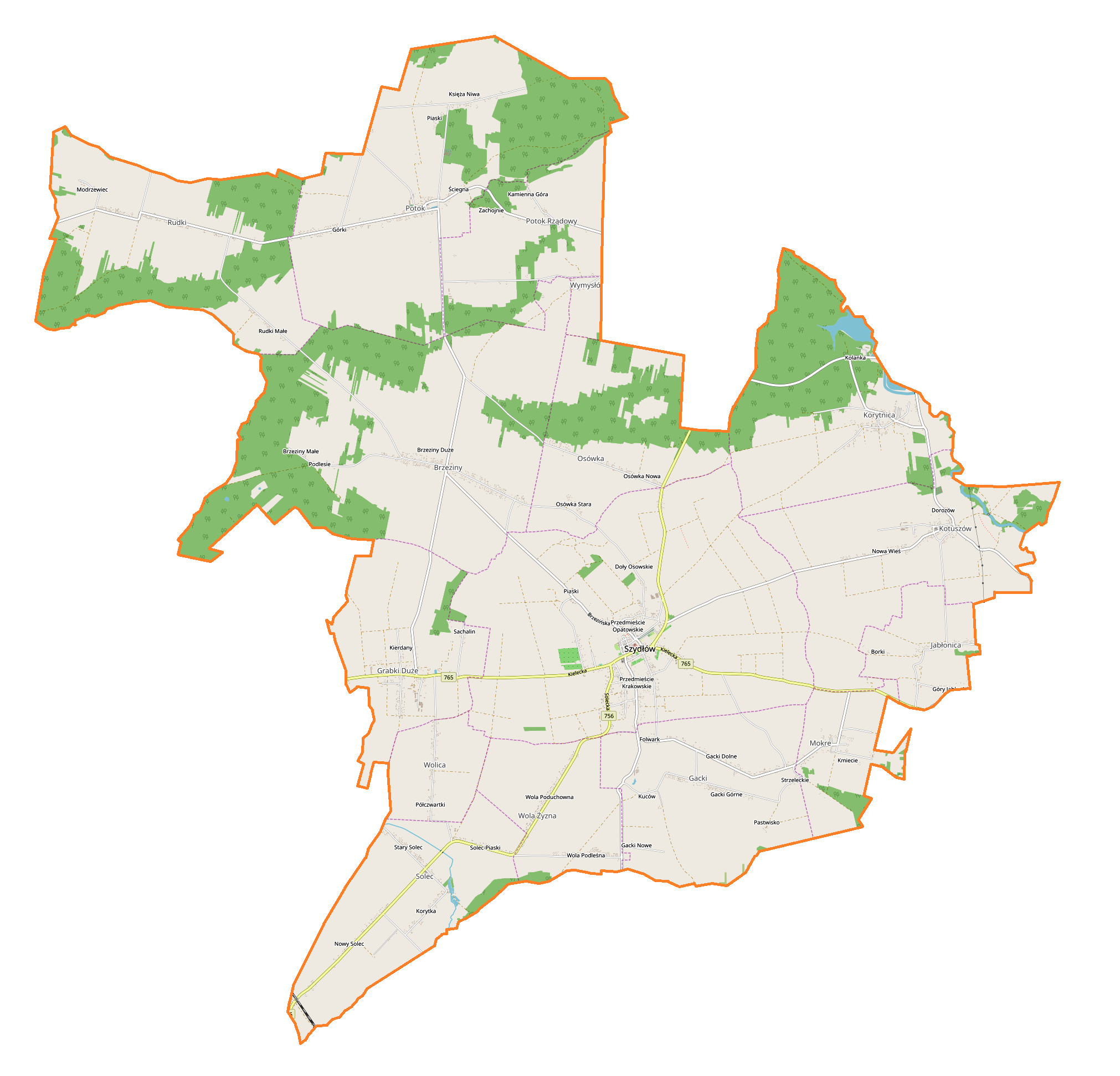
Karte der Gemeinde

Die Gemeinde liegt 40 Kilometer südöstlich von Kielce und grenzt im Osten an die Gemeinde der Kreisstadt Staszów. Zu den Gewässern gehört die Ciekąca.

## Geschichte
Von 1975 bis 1998 gehörte die Gemeinde zur Woiwodschaft Kielce. Zum 1. Januar 2019 wurde Szydłów zur Stadt erhoben und die Gemeinde erhielt ihren heutigen Status.

## Gemeinde
Zur Stadt-und-Land-Gemeinde Szydłów (gmina miejsko-wiejska) gehören die Stadt und die folgenden Dörfer:
Brzeziny, Gacki, Grabki Duże, Jabłonica, Korytnica, Kotuszów, Mokre, Osówka, Potok, Potok Rządowy, Rudki, Solec, Wola Żyzna, Wolica und Wymysłów.
Weitere Ortschaften sind: Kamienna Góra, Księża Niwa, Osówka Stara und Rudki Małe.

## Sehenswürdigkeiten
Der Hauptort der Gemeinde wegen seiner erhaltenen Stadtmauern auch als „das polnische Carcassonne“ bezeichnet.